# 秋山美紀
秋山 美紀 （あきやま みき、1968年2月13日 - ）は、日本の社会医学系研究者。慶應義塾大学環境情報学部教授。同医学部兼担教授（衛生学公衆衛生学教室）。慶應義塾大学大学院健康マネジメント研究科委員。同政策・メディア研究科委員。慶應義塾大学先端生命科学研究所「からだ館」プロジェクトリーダー。慶應義塾体育会ソッカー部部長。学位は博士（医学）と博士（政策・メディア）。専門分野はヘルスコミュニケーション、コミュニティとウェルビーイング、健康経営、公衆衛生・健康政策。社会福祉士、精神保健福祉士。

## 略歴
- 1987年 東京都立青山高等学校卒業
- 1991年 慶應義塾大学法学部政治学科卒業
- 1991年 仙台放送勤務、スーパータイムキャスターなど、報道番組を担当（-1998年）[3]
- 2001年 ロンドン・スクール・オブ・エコノミクス修士課程修了 Msc. Media and Communication Regulation.
- 2004年 慶應義塾大学大学院政策・メディア研究科博士課程単位取得退学
- 2006年 慶應義塾大学より博士（政策・メディア）の学位を取得、論文の題は「組織を超えた医療職種間の連携における非同期・蓄積型メディアの効果」[4]。
- 2007年 慶應義塾大学先端生命科学研究所「からだ館」プロジェクトリーダー[5]
- 2007年 慶應義塾大学総合政策学部専任講師
- 2010年 同准教授
- 2012年 慶應義塾大学環境情報学部准教授
- 2015年 慶應義塾大学 博士（医学）論文の題は"The effects of community-wide dissemination of information on perceptions of palliative care, knowledge about opioids, and sense of security among cancer patients, their families, and the general public"[4].
- 2017年 慶應義塾大学環境情報学部教授。同大学院健康・マネジメント研究科教授
- 2019年 厚生労働省 中央社会保険医療協議会 公益委員[6]　（2023年6月まで[7]）
- 2020年 厚生労働省 医道審議会 医道分科会委員[8]
- 2020年 NPO法人がんサバイバーシップネットワーク 副代表理事[9]
- 2021年 総務省  情報通信審議会 技術戦略委員会専門委員[10]
- 2021年 一般社団法人 日本医療安全学会 理事[11]
- 2023年 日本ゼオン株式会社 社外取締役[12]
- 2023年 公益財団法人 医療科学研究所 理事[13]
- 2024年 ヘルスコミュニケーション学関連学会機構理事（日本ヘルスマーケティング学会会長）[14]

## 著作

### 単著
- 『地域医療におけるコミュニケーションと情報技術』（慶應義塾大学出版会, 2008年）
- 『コミュニティヘルスのある社会へ ― 「つながり」が生み出す「いのち」の輪 ― 』（岩波書店, 2013年）

### 編著
- 『価値創造の健康情報プラットフォーム』（秋山美紀・村井純（編著）中澤仁、當仲香、内山映子、本田由香（著）慶應義塾大学出版会、2016年）
- 『ヒューマンサービスとコミュニティ』（秋山美紀・宮垣元（編著）勁草書房、2022年）

### 共著
- 『デジタルID革命』（日本経済新聞社, 2004年, 分担執筆）
- 『人が元気に 地域が元気に―地域情報化がもたらす効果とは』（日本経済新聞社, 2007年, 分担執筆）
- 『地域医療を守れ』（岩波書店, 2008年,平井愛山と共著）
- 『MBAの医療・介護経営』（医学書院, 2009年, 分担執筆）
- 『会社と社会を幸せにする健康経営』（勁草書房, 2010年, 分担執筆）
- 『創発経営のプラットフォーム』（日本経済新聞社, 2011年, 分担執筆）
- 『日本最悪のシナリオ 9つの死角』（新潮社, 2013年, 分担執筆）
- 『社会イノベーションの方法と実践』（慶應義塾大学出版会、2023年, (第5章 ヘルスケア変革のためのコミュニケーションの研究と実践. pp.81-104).

### 論文
- Akiyama M, Takebayashi T, Morita T, Miyashita M, Hirai K, Matoba M, Akizuki, N, Shirahige Y, Yamagishi A, Eguchi K. “What patients in the advanced stages of cancer know and believe about palliative and home care: a nationwide survey in Japan”, Supportive Care Cancer. 2012 May; 20(5):923-31.
- Akiyama M, Hirai K, Takebayashi T, Morita T, Miyashita M, Takeuchi A, Yamagishi A, Kinoshita H, Shirahige Y, and Eguchi K. “The effects of community-wide dissemination of information on perceptions of palliative care, knowledge about opioids, and sense of security among cancer patients, their families, and the general public”, Supportive Care Cancer. 2016 Jan; 24(1):347-56.
- Akiyama M, Yoo BK, "A Systematic Review of the Economic Evaluation of Telemedicine in Japan", J Prev Med Public Health. 2016 Jul;49(4):183-96.
- Akiyama M, Abraham C, "Comparative cost-benefit analysis of tele-homecare for community-dwelling elderly in Japan: Non-Government versus Government Supported Funding Models", International Journal of Medical Informatics. 2017 Aug;104:1-9.
- Akiyama M, Ishida N, et al. Screening practices of cancer survivors and individuals whose family or friends had a cancer diagnoses-a nationally representative cross-sectional survey in Japan (INFORM Study 2020). J Cancer Surviv. 2023 Jun;17(3):663-676. doi: 10.1007/s11764-023-01367-4.

ほか多数